# Pantelis Karasevdas
Pantelis Karasevdas (en griego: Παντελής Καρασεβδάς; 1877 - 14 de marzo de 1946) fue un tirador griego, que compitió en los Juegos Olímpicos de Atenas 1896.

## Biografía
Cuando era adolescente, Karasevdas se involucró en el naciente mundo deportivo griego. Además de ser un tirador, también era un buen nadador, pero no compitió en ese deporte en los Juegos Olímpicos. Siendo en aquel momento estudiante de derecho, Karasevdas fue el único tirador que golpeó a todos los objetivos en el evento de rifle militar, y por lo tanto ganó cómodamente. El año posterior a su éxito olímpico se unió al ejército. Se involucró en cada uno de los muchos conflictos en los que Grecia estuvo involucrada durante las próximas décadas, y finalmente ascendió al rango de coronel. También se unió al Partido Liberal Griego, el partido más importante en ese momento, y sirvió en el Parlamento como representante del condado de Aetolia-Acarnania. También se mantuvo involucrado en los deportes, como presidente de la Asociación de Gimnasia Panhelénica (1925-1935) y como miembro del Comité Olímpico de su país (1924-1935).

## Atenas 1896
Karasevdas se desempeñó en la categoría tiro, obteniendo una medalla de oro.
- Prueba de rifle militar 200 m. Dominó el campo de tiro, acertando los 40 disparos disponibles y sumando un puntaje de 2.350 puntos.[1]
- Prueba de rifle libre 300m, tres posiciones. Se ubicó en quinto lugar con 1.039 puntos.[1]
- Prueba de pistola militar 25 m., Karasevdas abandonó la prueba cuando había tirado dos de las cuatro series de disparos que tenía disponibles.[2]